# Israelsdorfer Eiche
Die Israelsdorfer Eiche war ein Naturdenkmal am Gothmunder Weg im Lübecker Ortsteil Israelsdorf.

## Geschichte
Die Eiche galt als ältester Baum im damaligen Staatsgebiet Lübecks und diente als beliebtes Motiv von Malern und Fotografen. Erstmals wurde sie 1868 abgelichtet. Die älteste literarische Erwähnung findet sich im „Führer durch Lübeck nebst Umgegend“ von Eduard Bruhns aus dem Jahr 1874. Da sie zu diesem Zeitpunkt bereits einen Umfang von 6,70 m in Brusthöhe hatte, muss sie damals bereits etwa 550 Jahre alt gewesen sein.
Mit dem Ziel den Baum zu erhalten, wurden über einen Weg ragende Äste entfernt und dabei versäumt, die wunden Stellen vor der Luftfeuchtigkeit zu schützen. Infolgedessen wurde die Eiche zunehmend morsch. 1907 schlug zudem ein Blitz in den Baum ein. Zur Stabilisierung musste der Baumstumpf in den kommenden Jahren durch Zement und Ziegelsteine ausgefüllt werden.
Da aufgrund von Erfahrungen mit mehreren schweren Orkanen befürchtet wurde, die Eiche könnte auf die hinter ihr stehende Räucherkate stürzen, wurde sie am 8. August 1932 auf Beschluss der Baubehörde und des Denkmalrates durch die Lübecker Feuerwehr gefällt.

Israelsdorfer Eiche
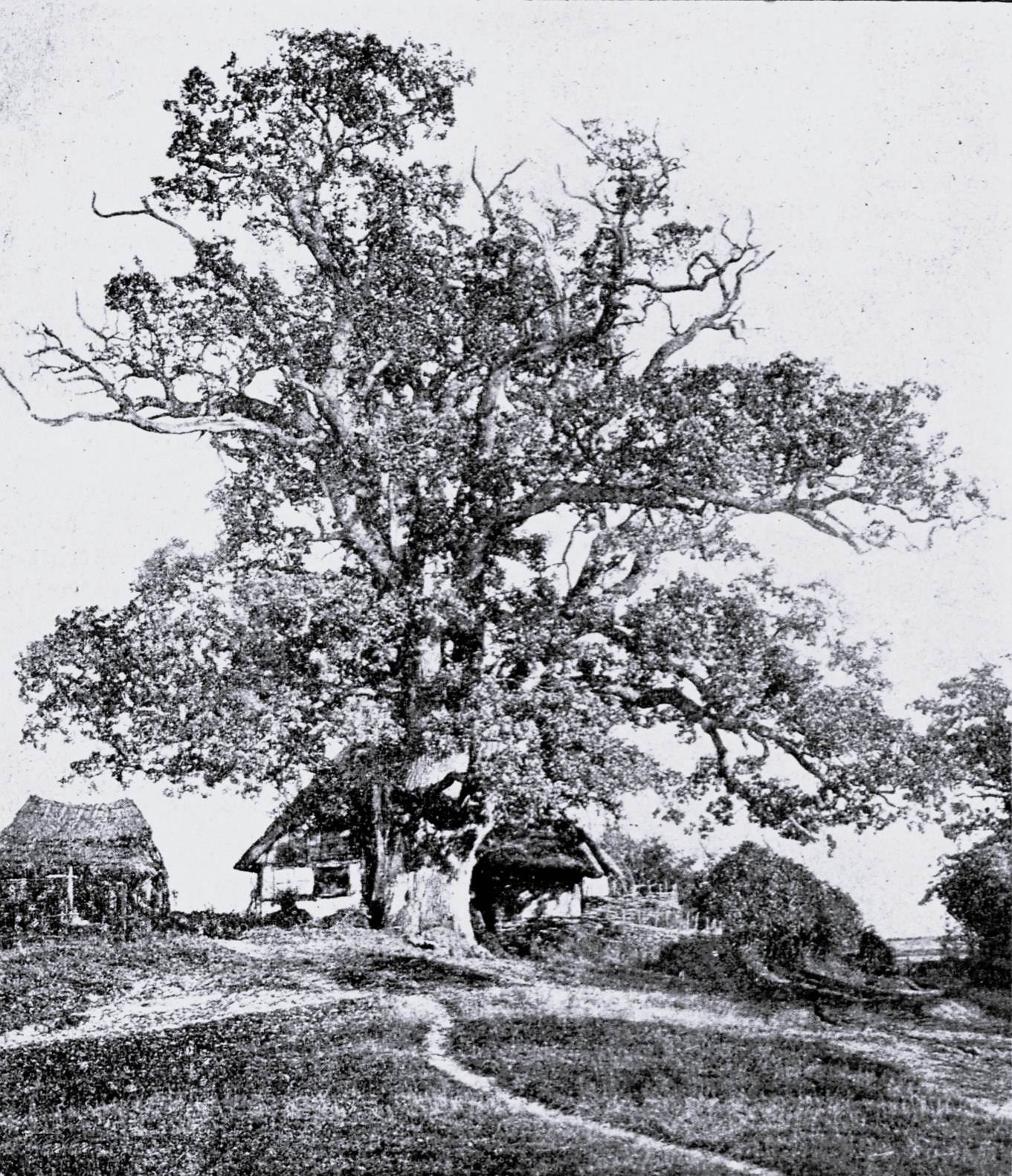
Um 1867
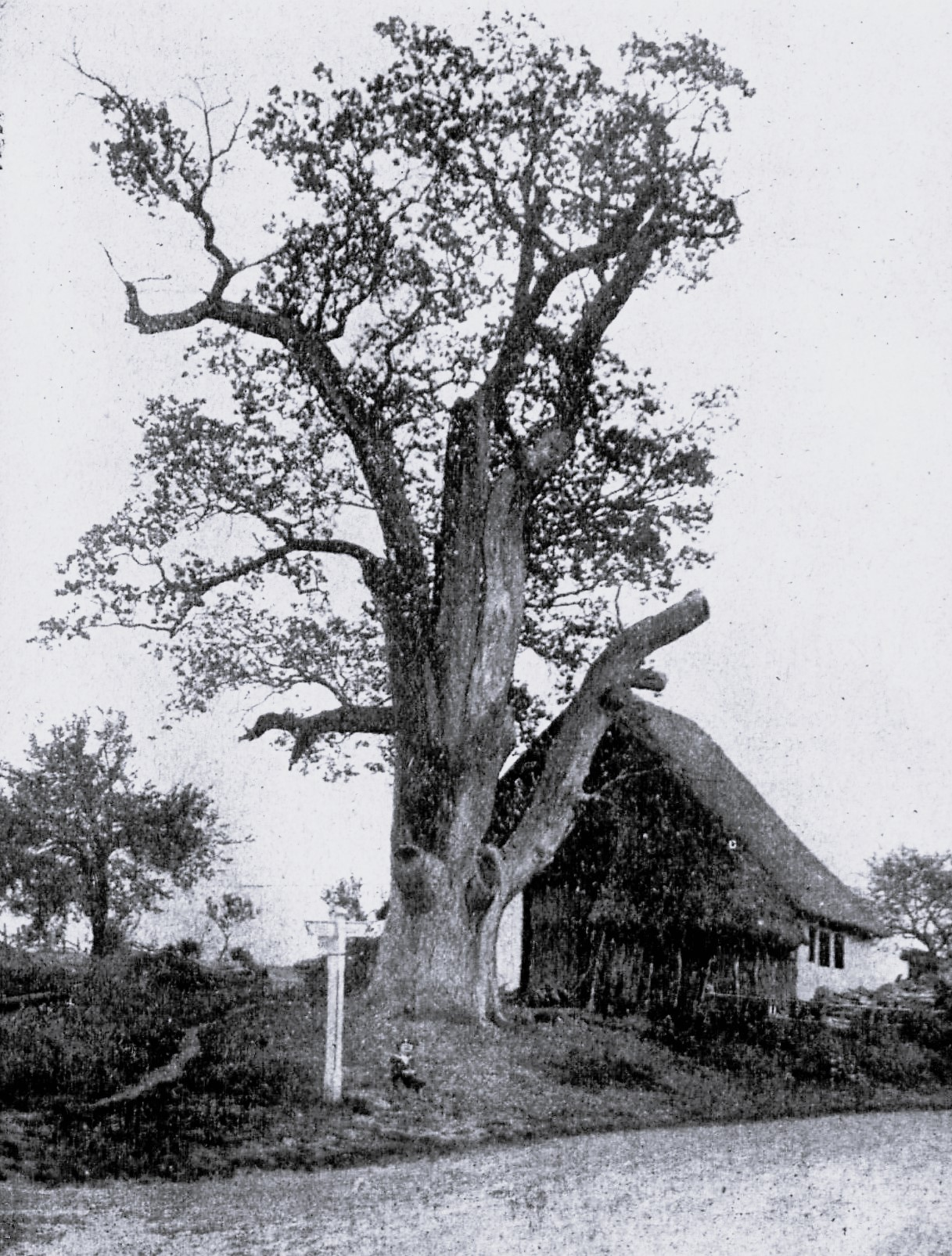
Um 1892
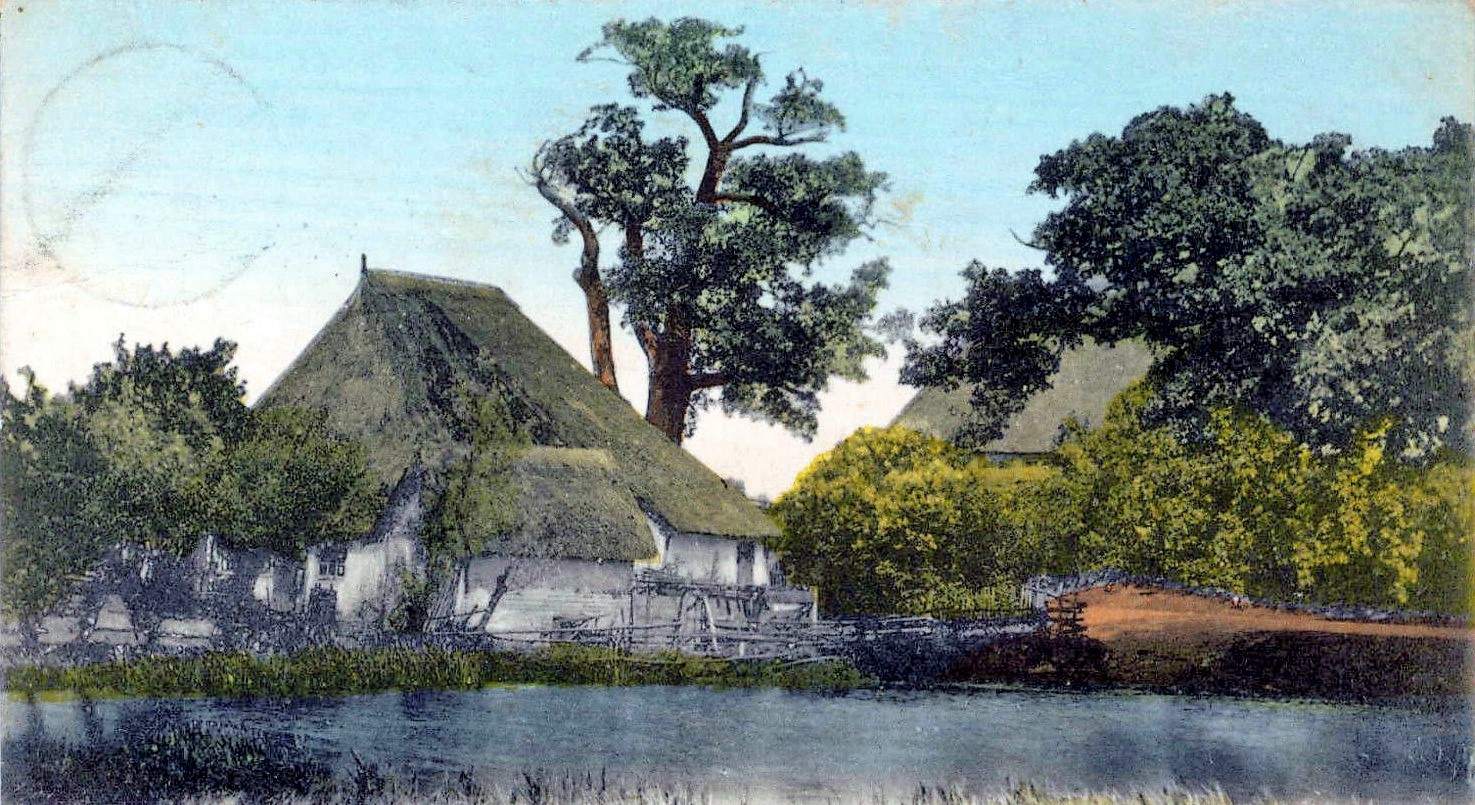
Um 1905
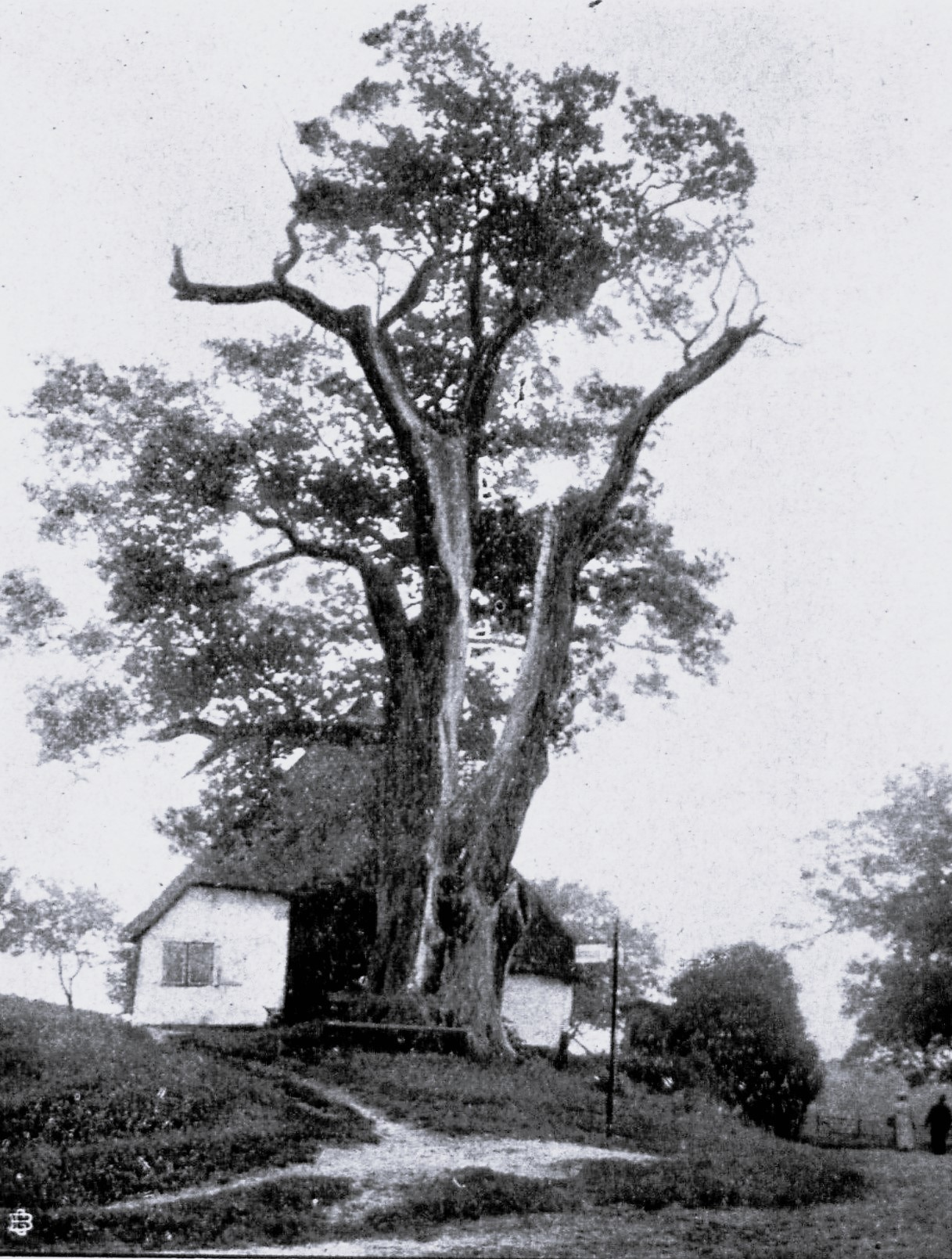
Nach Blitzschlag 1907
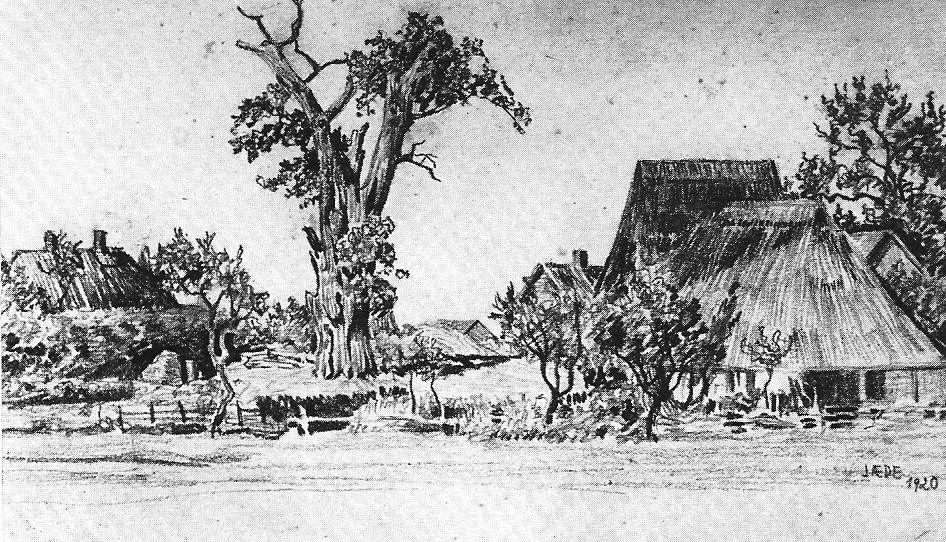
1920, Zeichnung von Heino Jaede

Der Stützpunkt Karlshof–Israelsdorf der NSDAP erwählte diese historische Stätte, um gerade dort eine junge Eiche zu Ehren des Volkskanzlers Adolf Hitler zu pflanzen. Die künstlerische Umrahmung der Stätte erschuf Baudirektor Hans Pieper

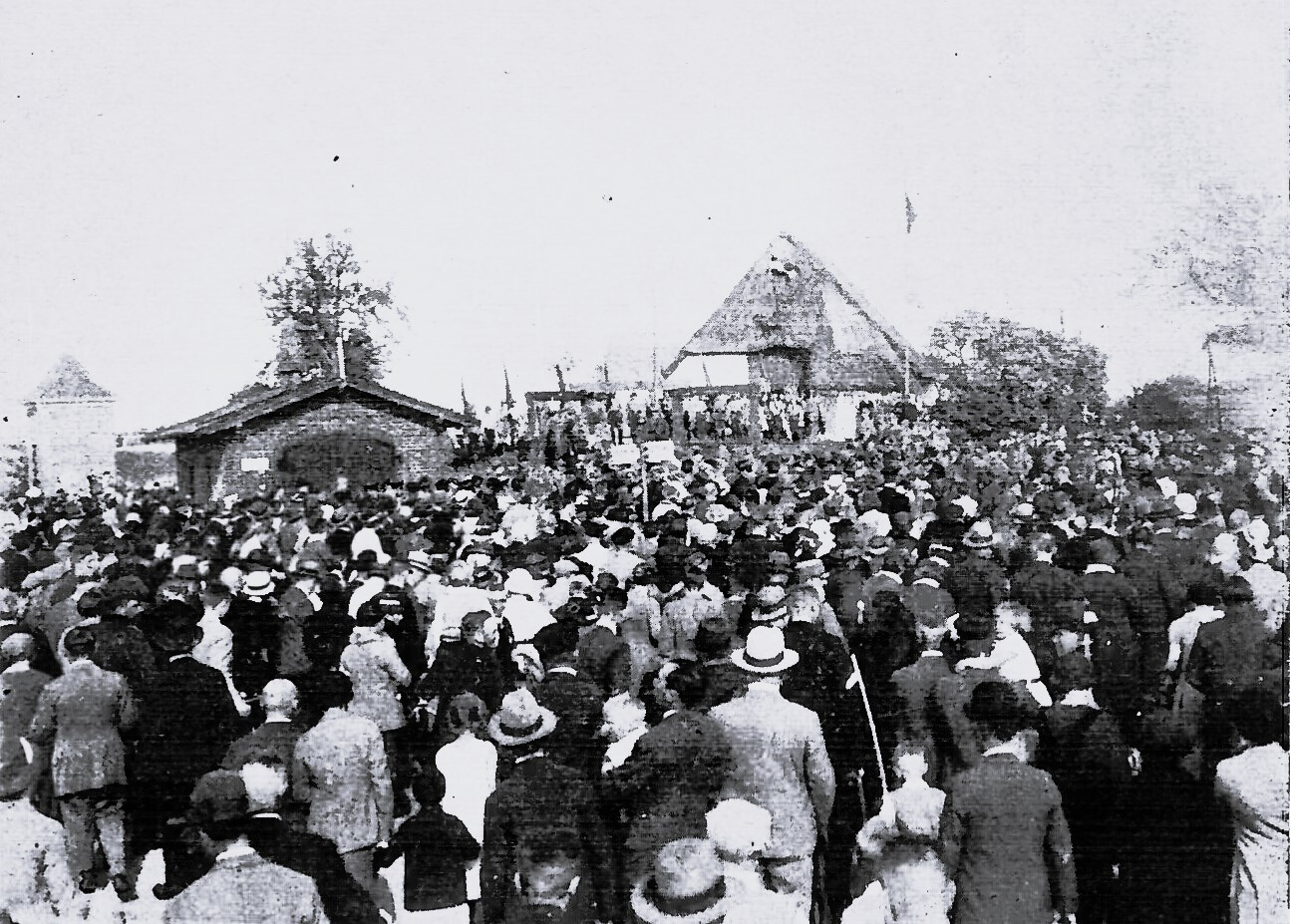
Aufmarsch der SA an der Weihestätte
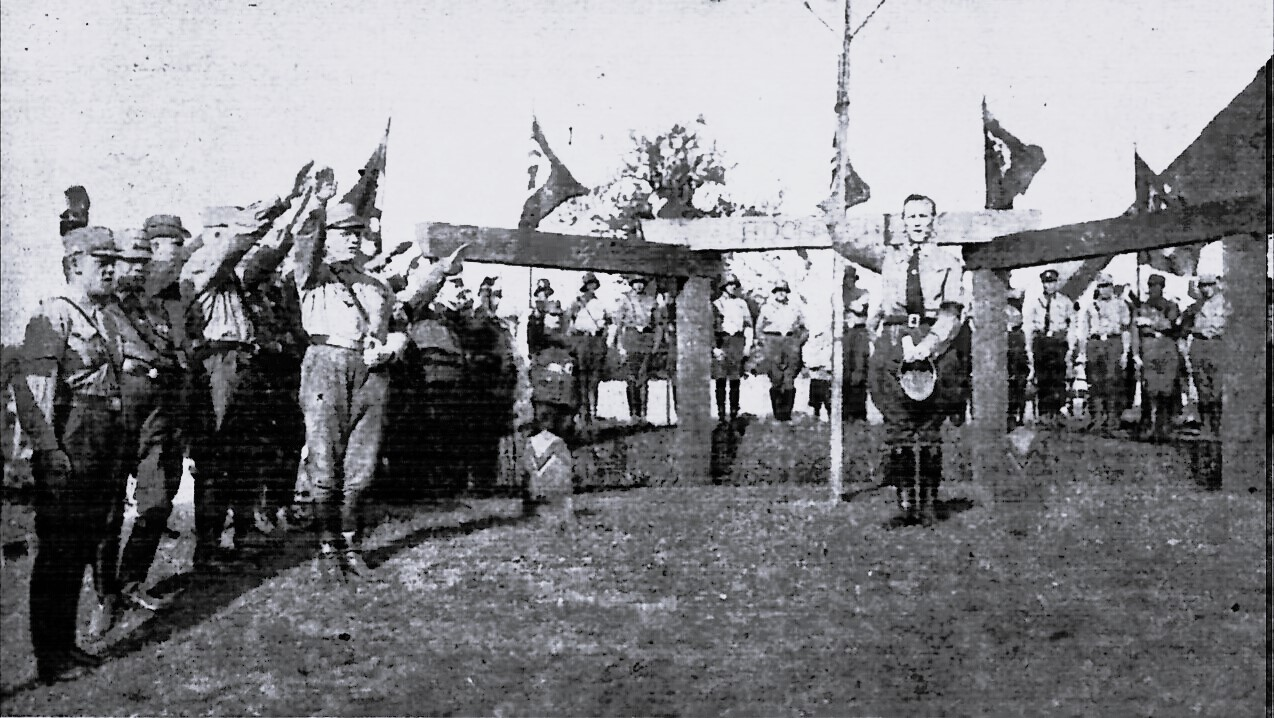
Der kommissarische Landesschulrat während seiner Ansprache

Unter großer Anteilnahme fand die Weihe am 20. Mai 1933 statt. Nach dem Marsch der SA vom örtlichen Kurhaus zur Weihestätte hielt der Stützpunktleiter und kommissarische Landesschulrat Hans Wolff die Ansprache. Nach dem Absingen vaterländischer Lieder zog die SA zurück zum Kurhaus, wo die Standartenkapelle 162 konzertierte. Die Eiche wurde am Abend durch einen Scheinwerfer erleuchtet.

## Maler der Eiche
- Clarita Beyer (1864–1929)
- Wilhelm Feldmann (1859–1932)
- Georg Fritz (1884–1967)
- Karl Gatermann d. Ä. (1883–1959)
- Heino Jaede (1876–1948)
- Ernst Kolbe (1876–1945)
- Eva Kausche-Kongsbak (1918–2010)
- Alfred Liedtke (1877–1914)
- Carl Malchin (1838–1923)
- Hans-Werner Matern (1906–1996)
- Paul Müller-Kaempff (1861–1941)
- Hans Peters (1885–1978)
- Karl Rettich (1841–1904)
- Suse Schmidt-Eschke (1872–1941)
- Gustav Schön (1832–1873)
- Leopold Thieme (1880–1963)
- Otto Ubbelohde (1867–1922)
- Friedrich Wachenhusen (1859–1925)
- Georg Wickert 1886–1940

## Trivia
In Murnaus Nosferatu – Eine Symphonie des Grauens fährt ein Protagonist mit der Kutsche nach etwa einstündiger Spielzeit an der Israelsdorfer Eiche vorbei.